# Crassula drummondii
Crassula drummondii là một loài thực vật có hoa trong họ Crassulaceae. Loài này được (Torr. & A.Gray) Fedde miêu tả khoa học đầu tiên năm 1904.